# Bridgwater Castle

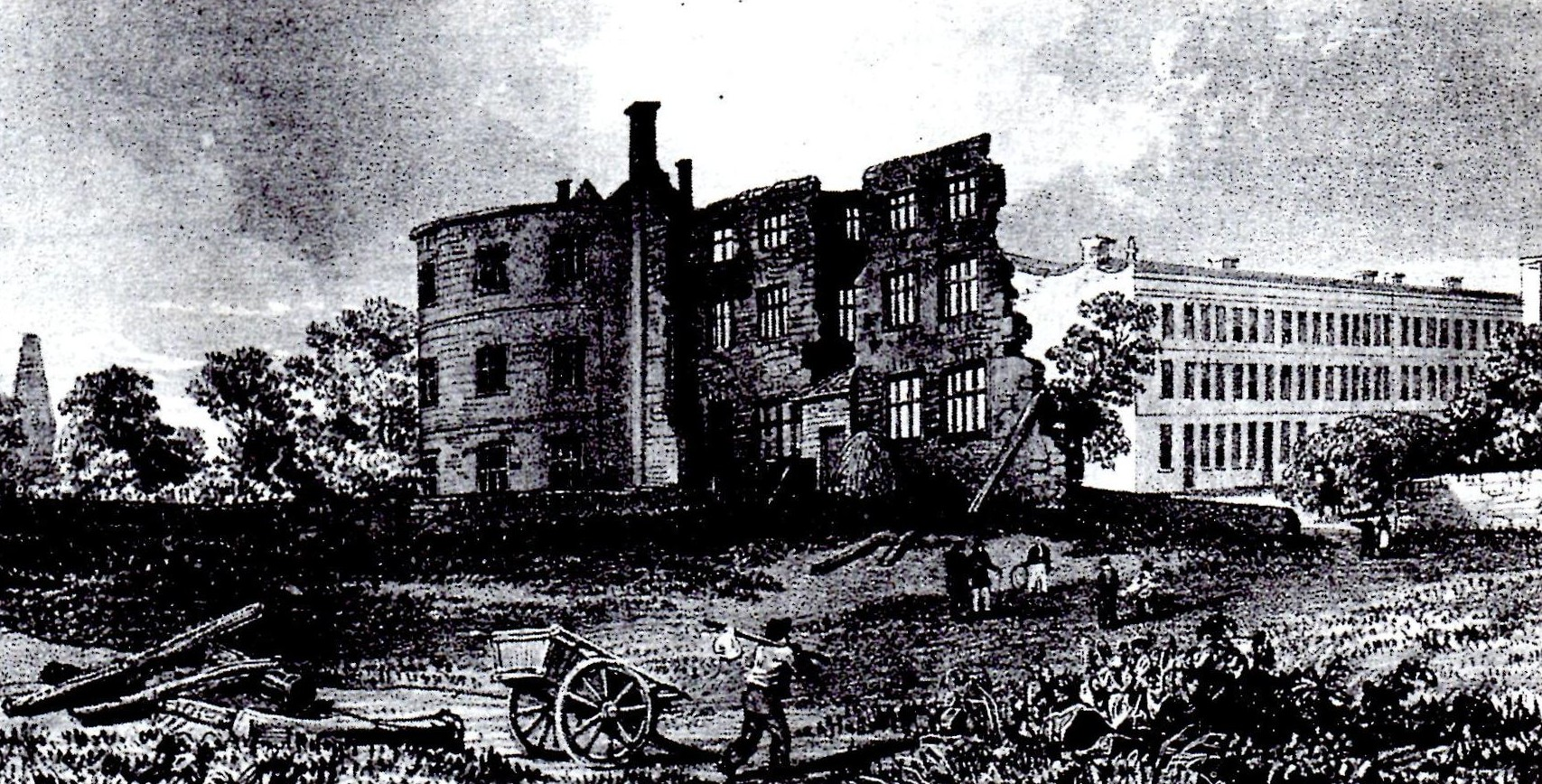
Das Herrenhaus, das anstelle des Donjons gebaut wurde (Mitte des 18. Jahrhunderts)

Bridgwater Castle ist eine abgegangene Burg in der Stadt Bridgwater in der englischen Grafschaft Somerset.

## Geschichte

### Frühe Geschichte
Der mächtige Beamte und Baron William Brewer ließ die Burg ab 1202 als Mittelpunkt seiner Herrschaft Bridgwater erbauen, die ihm König Johann Ohneland 1201 als Lehen gegeben hatte. Dazu gründete er die Priorei Bridgwater. Vor dem Bau der Burg war Bridgwater wesentlich kleiner, aber der Charta mit der Erlaubnis zum Bau einer Burg ließ König Johann bald eine Charta zur Errichtung eines Borough und eine zur Erhebung zu einem Markt folgen. So entstand das Zentrum der neuen Stadt. Anfangs musste sich Bridgwater der Konkurrenz des nahegelegenen Hafens Downend erwehren, aber bald dominierte die neue Siedlung.
William Brewer starb 1226 und sein gleichnamiger Sohn William Brewer 1232. Nach dessen kinderlosen Tod fiel die Burg im Folgejahr an die Krone und diente dann als Lager und Gefängnis. 1242 wurden Reparaturen an der Motte beauftragt und 1246 an den Türmen. 1248 fiel die Burg an Maud de Braose, die Gattin von Roger Mortimer of Wigmore. Die Burg spielte eine Rolle im zweiten Krieg der Barone.
Im Despenser War 1321 führte König Eduard II. eine Kampagne gegen die Mortimers, damals eine potentiell rebellische Familie von Marcher Lords, durch. Nach einem kurzen Krieg belegte die Krone Bridgwater Castle bis 1326, damit Roger Mortimer, 1. Earl of March die Burg nicht als Operationsbasis nutzen könnte, wenn er aus der Haft entfliehen oder von seinem Exil in Frankreich zurückkehren würde. Roger Mortimer kehrte aus Frankreich zurück, und zwar mit Eduards Gattin Isabelle. Als Eduard und Isabelle den Thron bestiegen hatten, gaben sie die Burg an die Mortimers zurück, die aber den Unterhalt vernachlässigten und den Burggraben teilweise verfüllen ließen. Nur die St-Mark-Kapelle und eine Scheune wurden repariert, bis in den 1380er- und 1390er-Jahren auch die Türme, das Torhaus und die Barbakane wieder verstärkt wurden. Bis 1450 waren private Wohnhäuser innerhalb der Burgmauern errichtet worden und der militärische Wert der Festung schwand dahin.

### Bürgerkrieg und Monmouth-Rebellion

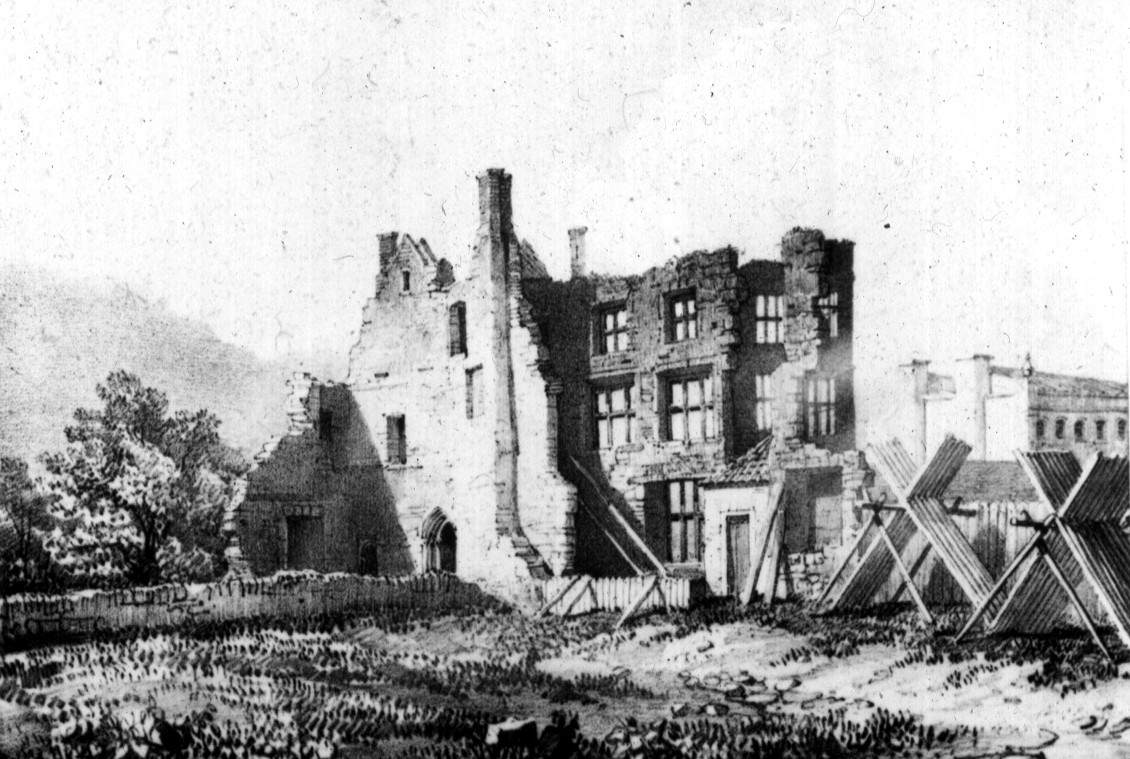
Eine Lithographie von Bridgwater Castle von John Chubb (1746–1818)

Anfang der 1630er-Jahre ließ der damalige Eigner von Bridgwater Castle, Henry Harvey, einen Teil der äußeren Mauern einreißen. Im Jahre 1642 aber brach der englische Bürgerkrieg aus und Burg und Stadt wurden immer noch als von militärischem Wert angesehen. Die Royalisten etablierten eine Garnison unter Colonel Sir Francis Wyndham, einem persönlichen Bekannten von König Karl I. Wyndhams Gattin, Lady Crystabella Wyndham, feuerte einen Musketenschuss auf Oliver Cromwell ab, verfehlte ihn aber und tötete stattdessen seinen Aide-de-camp. Später, als viele Gebäude in der Stadt zerstört worden waren, ergab man sich und übergab die Burg und ihrem wertvollen Inhalt am 21. Juli 1645 an die Parlamentaristen. Die Burg selbst wurde im Folgejahr geschleift. Colonel Wyndham arrangierte 1651, nach der Schlacht von Worcester, die Flucht von König Karl II. nach Frankreich. Auch wenn Robert Blake in Bridgwater geboren wurde und einer der wichtigsten Kommandeure des Commonwealth of England und einer der bekanntesten englischen Admiräle wurde, glaubt man doch nicht, dass er an den Kämpfen um die Stadt beteiligt war.
In der Monmouth-Rebellion von 1685 wurden die Truppen der Rebellen am 3. Juli in Bridgwater eingeschlossen und sollten die Stadt vor der Schlacht von Sedgemoor wiederbefestigen.

### Wiederbebauung des Geländes

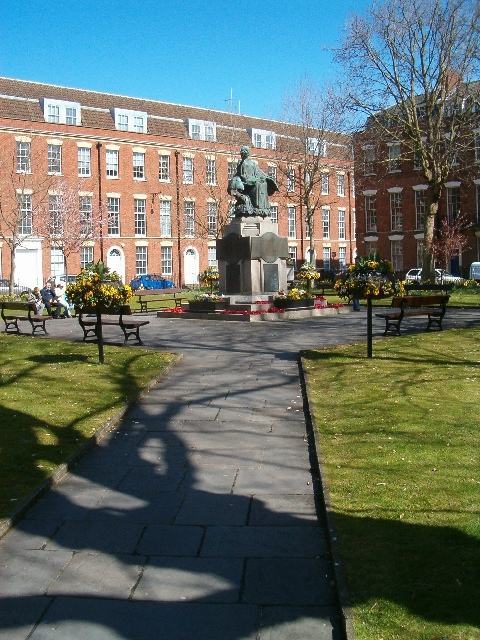
King’s Square: Das Burggelände heute

Ende des 17. Jahrhunderts ließ John Harvey ein Herrenhaus auf dem höchsten Punkt des Burggeländes errichten. Der Rest des Anwesens wurde von James Brydges, 1. Duke of Chandos, aufgekauft, der ein Industriegebiet in der Stadt aufbauen ließ.
Der größte Teil des Geländes wurde in den 1720er-Jahren bebaut, wodurch die georgianische Castle Street entstand. Teile der Burgmauer, das Wassertor und die Kellerräume der Burg sind bis heute erhalten. Das Herrenhaus wurde später abgerissen und auf dem Gelände entstand der King’s Square.

### Jüngste Geschichte
2008 wurden bei Renovierungsarbeiten am Abwassersystem der Stadt ein Teil der Kurtine und ein Tunnel zum Transport von Gütern vom Hafen herauf entdeckt.

## Architektur
Bridgwater Castle war ein großer Gebäudekomplex aus Old-Red-Sandstein, der eine Fläche von 3,2–3,6 Hektar bedeckte. Ein vom Ästuar gespeister Wassergraben, der stellenweise bis zu 20 Meter breit war, führte an den heutigen Straßen Fore Street und Castle Moat entlang und vom Northgate zur Chandos Street. Der Graben wurden gefüllt vom Durleigh Brook, einem Seitenarm des River Parrett.
Unüblicherweise wurde der Haupteingang gegenüber dem Cornhill mit einem Paar angeschlossener Tore und einer Zugbrücke gebaut. Zusätzlich zum Donjon, der sich in der Südostecke des heutigen King’s Square befand, gab es in der Burg einen Kerker, eine Kapelle, Stallungen und einen Glockenturm, wie Dokumente zeigen. Von der auf der einzigen Anhöhe der Stadt erbauten Burg aus konnte man den Flussübergang kontrollieren. Einen 4 Meter dicken Abschnitt der Burgmauer und das Wassertor, die von English Heritage als historische Gebäude im Grade II* gelistet sind, kann man am West Quay sehen, die Überreste einer Mauer eines vermutlich innerhalb der Burgmauern errichteten Gebäudes an der Queen Street. Die Fundamente des Turmes, der die Nordostecke der Burg bildete, liegen heute unter dem Homecastle House.